# Col du Jorat
Col du Jorat är en bergstopp i Schweiz.   Den ligger i distriktet Saint-Maurice och kantonen Valais, i den sydvästra delen av landet, 100 km söder om huvudstaden Bern. Toppen på Col du Jorat är 2 323 meter över havet, eller 44 meter över den omgivande terrängen. Bredden vid basen är 0,11 km.
Terrängen runt Col du Jorat är huvudsakligen mycket bergig. Närmaste större samhälle är Monthey, 11,9 km norr om Col du Jorat. 
I omgivningarna runt Col du Jorat växer i huvudsak blandskog. Runt Col du Jorat är det ganska tätbefolkat, med 124 invånare per kvadratkilometer.